# Kabayan
Kabayan est une municipalité de la province de Benguet.
Elle compte 13 barangays :
- Adaoay
- Anchokey
- Ballay
- Bashoy
- Batan
- Duacan
- Eddet
- Gusaran
- Kabayan Barrio
- Lusod
- Pacso
- Poblacion (Central)
- Tawangan